# Кібератака Terrapin
Атака Terrapin — це криптографічна атака на часто використовуваний протокол SSH, який використовується для безпечного управління через Інтернет. Атака Terrapin може знизити безпеку SSH, використовуючи атака на зниження рівня безпеки через перехоплення людина посередині. Атака працює за допомогою обрізання префікса; ін'єкція і видалення повідомлень під час узгодження функцій, маніпулювання номерами послідовності таким чином, що інші повідомлення ігноруються без виявлення помилки як з боку клієнта, так і з боку сервера.
Згідно з відкривачами атаки, більшість реалізацій SSH були вразливі на момент її виявлення (2023 рік). Станом на 3 січня 2024 року, за оцінками, близько 11 мільйонів публічно доступних SSH-серверів все ще залишаються вразливими. Проте, ризик зменшується через необхідність перехоплення справжньої сесії SSH, і атака може лише видалити повідомлення на початку узгодження, що зазвичай призводить до невдалих з'єднань. Крім того, для атаки потрібне використання або ChaCha20-Poly1305, або шифру CBC у поєднанні з режимами шифрування Encrypt-then-MAC. Розробники SSH заявили, що основним впливом атаки є можливість зменшення функцій обфускації таймінгу натискань клавіш у SSH.
Дизайнери SSH впровадили виправлення для атаки Terrapin, але воно є повністю ефективним лише тоді, коли як клієнт, так і сервер були оновлені для його підтримки. Дослідники, які виявили атаку, також створили сканер вразливостей для визначення, чи вразливий сервер або клієнт SSH.
Атаці присвоєно CVE-ідентифікатор CVE-2023-48795. Окрім основної атаки, було виявлено ще дві вразливості в AsyncSSH, яким присвоєно CVE-ідентифікатори CVE-2023-46445 і CVE-2023-46446.

## Зовнішні посилання
- Офіційний сайт
- Класична MITM-атака на SSH проти атаки Terrapin: порівняння обробки пакетів